# Александровка (Черноморский городской совет)
Алекса́ндровка (укр. Олександрівка) — посёлок в Одесской области Украины, подчинённый Черноморскому городскому совету.
Основана в 1798 году. Первое название Арнаутовка. Земли села предназначались для расселения греческих солдат, участвовавших на стороне Российской империи в русско-турецких войнах. Новое название — Александровка — впервые обнаружено в документе от 7 марта 1818 года. В 1814 году построена церковь Успения Божией Матери, разобранная в 1890 году, вместо неё в 1893 году возведена новая церковь, сохранившаяся до настоящего времени.